# Procedimento penale (ordinamento italiano)
Un procedimento penale è la successione degli atti di un procedimento penale avviato dall'autorità giudiziaria italiana, che parte dall'iscrizione della notizia di reato e termina con provvedimento conclusivo da parte del giudice.

## Sinossi generale
È la fase prodromica del processo penale vero e proprio, nonché costituisce la sottofase del procedimento penale che ha inizio a seguito della pronuncia di un decreto di rinvio a giudizio in udienza preliminare, ovvero, nei procedimenti speciali che omettono tale udienza (giudizio immediato, giudizio direttissimo e procedimento per decreto), a seguito della richiesta formulata dal pubblico ministero, al ricorrere dei presupposti previsti dalla legge.
La persona oggetto del procedimento assume le vesti di indagato, posizione che manterrà fino alla fine delle indagini preliminari, allorquando invece venga convocato in udienza assumerà la qualifica di imputato.

## Le fasi

### L'acquisizione degli elementi per l'avvio
Il pubblico ministero (PM) qualora venga a conoscenza di un fatto suscettibile di assumere rilevanza penale nonché ricorrano le condizioni per l'esercizio dell'azione penale a seconda della perseguibilità dei reati, su procedibilità d'ufficio (richiesta di procedimento) o su domanda di parte (istanza di procedimento) previo accertamento delle condizioni di procedibilità, dopo aver acquisito informazione su una notizia di reato provvede all'iscrizione della medesima in apposito registro.

### Le indagini preliminari ed eventuali proroghe
Successivamente si apre la fase per le indagini preliminari, delle quali deve essere dato avviso ai soggetti interessati. L'avviso contiene altresì la facoltà, entro 20 giorni dalla notifica, di chiedere ulteriori indagini, di presentare memorie, di essere interrogato dal pubblico ministero; durante tali indagini, il PM può eventualmente emettere uno o più avvisi di informazione di garanzia.
L'art. 415 bis del codice di procedura penale italiano prevede che alla conclusione delle indagini preliminari debba essere data notizia alla persona sottoposta, al fine di garanzia per l'esercizio effettivo del diritto alla difesa, anche perché il codice non sempre prevede l'obbligo per il pubblico ministero di disporre sempre l'interrogatorio dell'indagato nel corso delle indagini preliminari. Durante questa fase il giudice per le indagini preliminari (GIP) convalida i provvedimenti di arresto e di fermo disposti dal PM e dalla polizia giudiziaria nonché eventuali proroghe delle indagini; inoltre, eventuali memorie difensive, le produzioni documentali e l'interrogatorio che entreranno nel fascicolo del pubblico ministero, verranno valutati dal GIP e rivestiranno valore ai fini della decisione della causa nell'eventualità che l'imputato richiedesse il giudizio abbreviato.

### L'archiviazione o il rinvio a giudizio
A conclusione delle indagini preliminari, delle quali il PM deve dare avviso alle parti interessate, qualora non vengano rinvenuti elementi utili per tale passaggio viene invece disposta l'archiviazione mediante apposita richiesta: si distingue in particolare tra richiesta di archiviazione e decreto d'archiviazione: il primo è richiesto dal pubblico ministero, mentre il secondo è emesso dal GIP.
Se invece emergano elementi per procedere e non vengano proposti riti speciali, il pubblico ministero può disporre la citazione diretta a giudizio con proprio decreto, nei casi previsti dall'art. 550 del codice di procedura penale, che comporta l'instaurazione diretta del dibattimento senza udienza preliminare
oppure formulare richiesta di rinvio a giudizio, con modalità che mutano in funzione del rito da questi o dall'indagato prescelto ed in ragione della competenza dell'organo giudicante desunta dal titolo di reato. Di ciò il magistrato dà comunicazione all'interessato, invitandolo eventualmente a nominare un avvocato - in caso contrario si ha l'assegnazione di un difensore d'ufficio - specificando il fatto contestato, le norme che si presumono violate, il luogo e la data della violazione nonché la documentazione relativa alle indagini che sarà depositata presso la segreteria del pubblico ministero.

### Il non luogo a procedere e il dibattimento
Nel caso di rinvio a giudizio segue udienza preliminare, presieduta dal giudice per l'udienza preliminare (GUP), in tal caso il soggetto coinvolto è definito formalmente imputato e quindi solo in questa fase il procedimento è considerato una pendenza a carico dello stesso.
L'udienza può concludersi con l'emanazione da parte del GUP di una sentenza di non luogo a procedere, oppure il procedimento prosegue con ulteriore rinvio a giudizio e l'instaurazione del processo di primo grado con il relativo dibattimento, a seguire ci sarà sentenza di condanna o di assoluzione.